# Hanstholm
Hanstholm kisváros és egykori sziget Dánia északnyugati részén. Jelentős halászkikötővel rendelkezik.
A település tervezése során arra törekedtek, hogy szétválasszák a lakó-, ipari és zöldterületeket. A gyalogos- és járműforgalmat gondosan szétválasztották. A gyalogos útvonalak összekapcsolódnak a városközpontba vezető főutcával, amely az iskolát és más közintézményeket is felfűz. Áruháza 1974-ben épült.

## Történelem
Amikor döntés született arról, hogy ezen a helyen kikötőt kell építeni, a spekulációt megelőzendő az állam minden közeli területet kisajátított - beleértve a házakat és azokat a területeket is, ahol ma a település fekszik. Építési telket így nem lehetett vásárolni, csak bérelni 90 évre.
A II. világháborúban a német haditengerészet aknazárat telepített a Skagerrak szorosba Hanstholm és Kristiansand között, hogy megakadályozza a szövetségesek hajóinak bejutását.
A német megszállás idején itt húzódott az Atlanti fal egy része: mintegy 500 bunkert építettek a tengerparti dűnéken. Mivel a település katonai jelentősége nagy volt, a németek tartottak az ostromtól. Hogy a civil lakosság ellátásával ne legyen gondjuk, 1942 júniusában az evakuálás mellett döntöttek, és a – katonai jelentőséggel nem bíró – kikötő működését is leállították. A dán hatóságok megpróbálták korlátozni a kiürítés mértékét, de november 25-én elrendelték a teljes kiürítést, január 15-ei határidővel. A lakosokat részben erre a célra létesített táborokban helyezték el. A visszatérésre csak 1946. június 1-jén kaptak engedélyt. A házak egy részét a németek lerombolták, a többi éveken át elhanyagoltan állt. Az eredetileg 800 fős lakosságból csak 500-an tértek vissza, a többiek máshol telepedtek le.

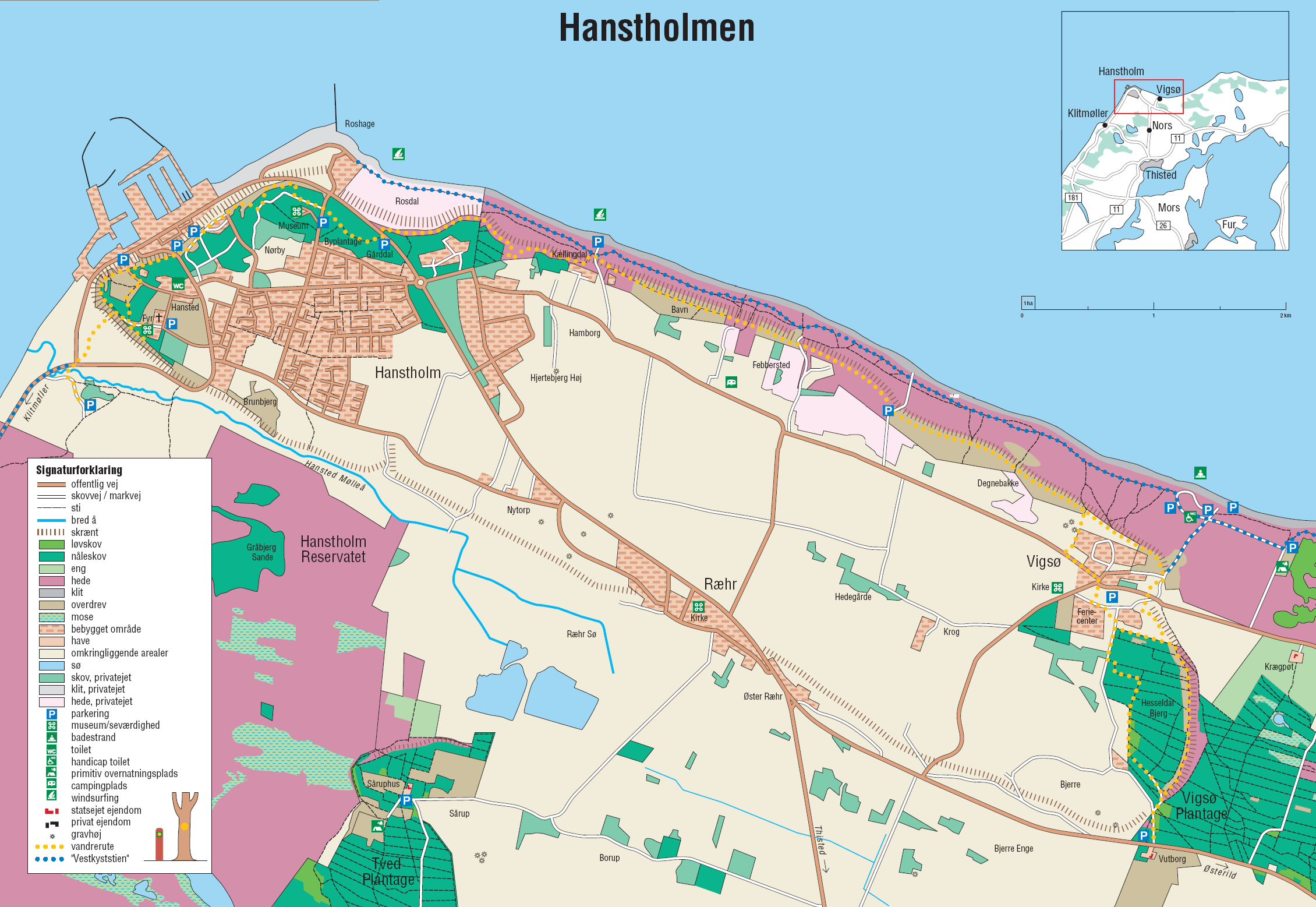
Hanstholm térképe

## Közlekedés

### Kikötő
Hanstholm korszerű tengeri kikötővel rendelkezik, amelyet 1967-ben adtak át, majd 1947-1977 között, illetve 1984-1987 között kibővítettek. Ez az ország legnagyobb halászkikötője. A Smyril Line Norröna nevű autókompja hetente közlekedik Tórshavn (Feröer), Scrabster (Skócia), Bergen (Norvégia) és Seyðisfjörður (Izland) irányába. A Fjord Line három norvégiai városba (Egersund, Haugesund és Bergen) indít járatokat. 2006 óta egy katamarán komp köti össze Kristiansanddal.